# Lovčík hajní
Lovčík hajní (Pisaura mirabilis) je pavouk z čeledi lovčíkovitých (Pisauridae). Jedná se o palearktický druh, v Česku velmi hojný. Je to jediný český zástupce rodu Pisaura, čítajícího 13 druhů. Anglický název nursery web spider odkazuje na péči o potomstvo, u pavouků dost neobvyklou.

## Popis
Lovčík hajní je jedním z největších českých pavouků. Délka těla samice je 12–15 mm, samci jsou menší, obvykle 10–13 mm. Má dlouhé a robustní nohy, poslední článek chodidel je opatřen třemi drápky. Hlavohruď je delší než široká (nejširší za polovinou délky, k očím zúžená). Zadeček je protáhlý, asi stejně široký jako hlavohruď a směrem ke konci se zužuje.
Zbarvení je poměrně variabilní od béžové přes žlutošedou až po hnědou či hnědočervenou, na hlavohrudi je bílý centrální proužek, kolem něj uprostřed tmavší pole a od něj se rozbíhají paprsky. Od očí směrem ke klepítkům se táhnou bílé, trojúhelníkové skvrny. Zadeček, většinou ve stejné barvě jako hlavohruď, má po stranách bělavé proužky a kresba zadečku někdy připomíná dubový list. Nohy jsou stejně zbarvené jako celý pavouk, bez kroužkování.
Oční pole je u lovčíků uspořádané podobně jako u slíďáků. Osm očí ve třech řadách. V první řadě čtyři oči nad čelem, ve druhé dvě a ve třetí řadě dvě oči daleko od sebe, (viz obrázek v galerii).
Samečci mají na koncích makadel pomocné výrůstky – apofýzy (bulbus), sloužící při kopulaci, stejně jako u jiných pavouků,(viz obr).
Klepítka (chelicery) jsou krátká a mohutná. Jsou labidognátní (jejich hroty směřují proti sobě z obou stran) a koncový drápek se v klidové poloze přiklápí do drážky základního článku. Samice mají na spodní straně zadečku tmavou skvrnu – epygine, na které se nachází kopulační orgán. Samečci mají na stejném místě nenápadný vývod svých pohlavních orgánů.
Snovací aparát lovčíka tvoří tři páry krátkých snovacích bradavek.

## Výskyt a rozšíření
Lovčík hajní je rozšířen po celé palearktické oblasti, tj. v celé Evropě, v severní části Asie i v severní Africe. Vyskytuje se i na některých středomořských ostrovech a ostrovech v Atlantském oceánu. Nežije pouze v horách s vysokou nadmořskou výškou. Preferuje světlá a osluněná stanoviště, okraje lesů, mýtiny a lesní palouky. Raději má místa suchá, ale nevyhýbá se ani vlhkým biotopům. V okolí lidských sídlišť si oblíbil zejména neudržované porosty zarostlé kopřivami, na kterých je velmi hojný.
Na celém území České republiky je poměrně rozšířen a na vhodných stanovištích je hojný. Z čeledi lovčíkovitých v ČR žije ještě nepříliš hojný lovčík vodní (Dolomedes fimbriatus) a velmi vzácný lovčík mokřadní (Dolomedes plantarius).

## Biologie
Lovčík hajní, stejně jako ostatní lovčíci, běhá po zemi a po vegetaci a kořist loví tak, že v typickém postavení, kdy přední dva páry nohou má roztažené před sebou do tvaru písmene Y, číhá na listech rostlin. Lovčíci netkají sítě a snovací aparát používají pouze při činnostech spojených s rozmnožováním.

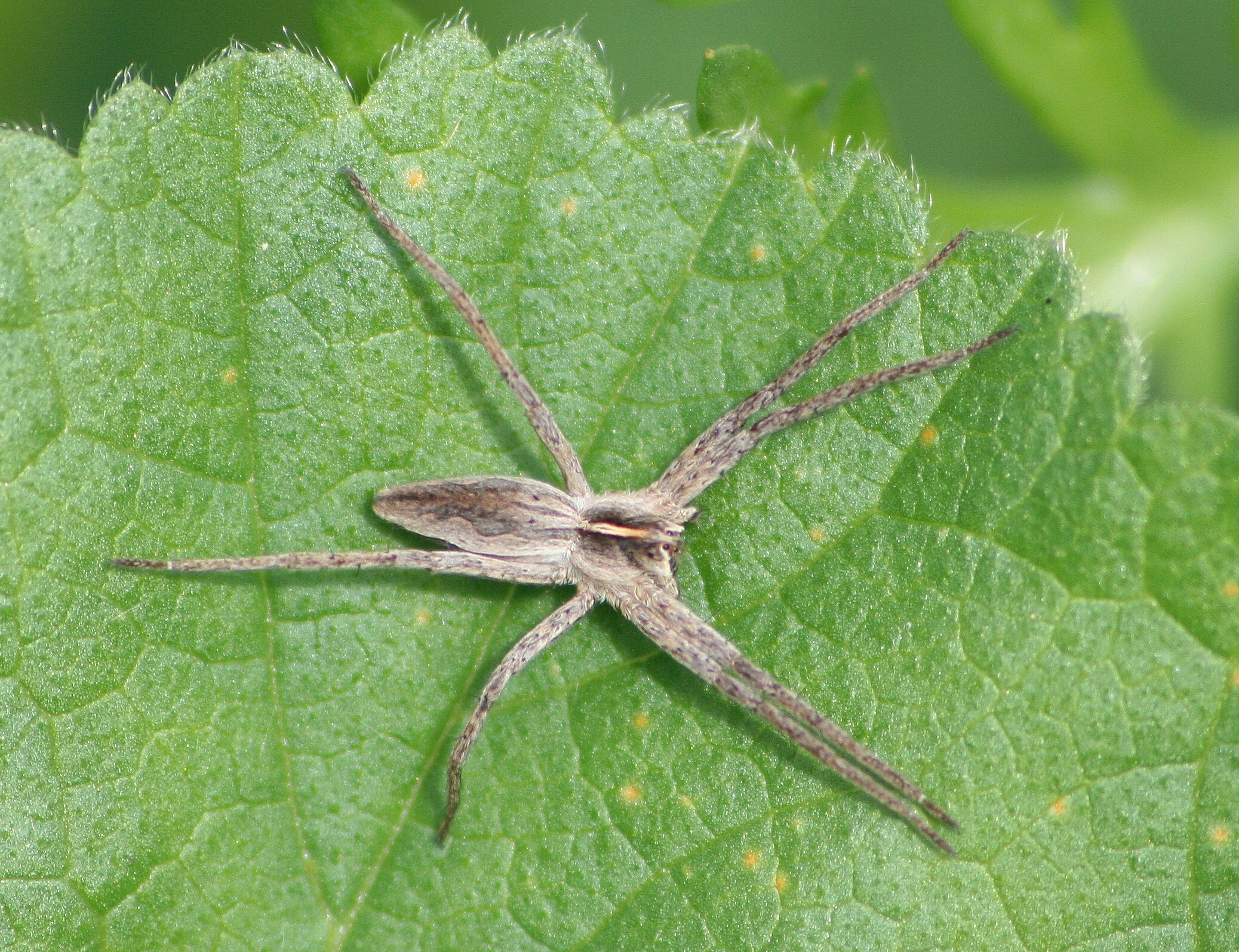
Lovčík hajní v typické pozici.

Životní cyklus lovčíka hajního je závislý na podnebí v místě, které obývá. Pavouci žijící v chladnějších oblastech (přibližně od Česka na sever) mají životní cyklus dvouletý, protože pavouk nestihne během krátkého léta dospět. Pavouci, kteří žijí na jih od nás, nebo v teplejších oblastech naší republiky, mají životní cyklus jednoletý. Pavouci v teplých oblastech mají lepší podmínky a proto jsou schopni vytvořit více instarů, zatímco v našich zeměpisných šířkách se počet instarů snižuje. Pavouci s jednoletým cyklem v ČR (např. v okolí Prahy) přezimují už ve čtvrtém instaru, zatímco v teplejších oblastech přezimují většinou nymfy sedmého instaru. V chladných oblastech potřebují nymfy ke správnému dospívání prodloužit vegetační období a proto přezimují ještě druhou zimu.

### Rozmnožování
Lovčík hajní dospívá koncem jara nebo začátkem léta. Sameček upřede malou pavučinovou síťku, do které vypustí trochu semenné tekutiny a nasaje ji do bulbů – speciálních samčích kopulačních orgánů – na koncích makadel. Před námluvami uloví vhodnou kořist a zabalí ji do pavučinového zámotku ve tvaru kuličky. Poté vyhledá samičku. Kopulace probíhá tak, že sameček i samička drží ulovenou kořist v chelicerách mezi sebou – tento svatební dar jednak brání samičce v sežrání samečka a potom pomáhá nalézt vhodnou polohu k vlastní kopulaci. Pavouci stojí na zadních párech nohou, hlavami nahoru, břišní stranou k sobě a sameček zasunuje své kopulační orgány na koncích makadel do epygine samičky. Kopulační orgány samců i samic jsou vybaveny strukturami, které umožňují kopulaci pouze se samičkami vlastního druhu – princip zámku a klíče. Někdy bývá sameček po kopulaci sněden samičkou, někdy i před tím než ke kopulaci dojde. Sameček, který tomu unikne se může spářit i s jinými samičkami.
Po kopulaci upřede samička bílý kokon, do kterého naklade až 200 vajíček. Kokon o velikosti asi 1 cm nosí asi čtrnáct dní a snaží se udržet ho v optimální teplotě. Samička nosí kokon v chelicerách (na rozdíl od slíďákovitých) a během této doby samička kokon neodkládá, takže celou dobu nepřijímá potravu. Poté ho roztrhne chelicerami a mláďata přelezou do pavučinového hnízda, které před tím utkala na vegetaci, o mláďata v hnízdě pečuje a chrání je do první ekdyze.

## Ohrožení a ochrana
Lovčík hajní je druh, který není ohrožen.

## Galerie

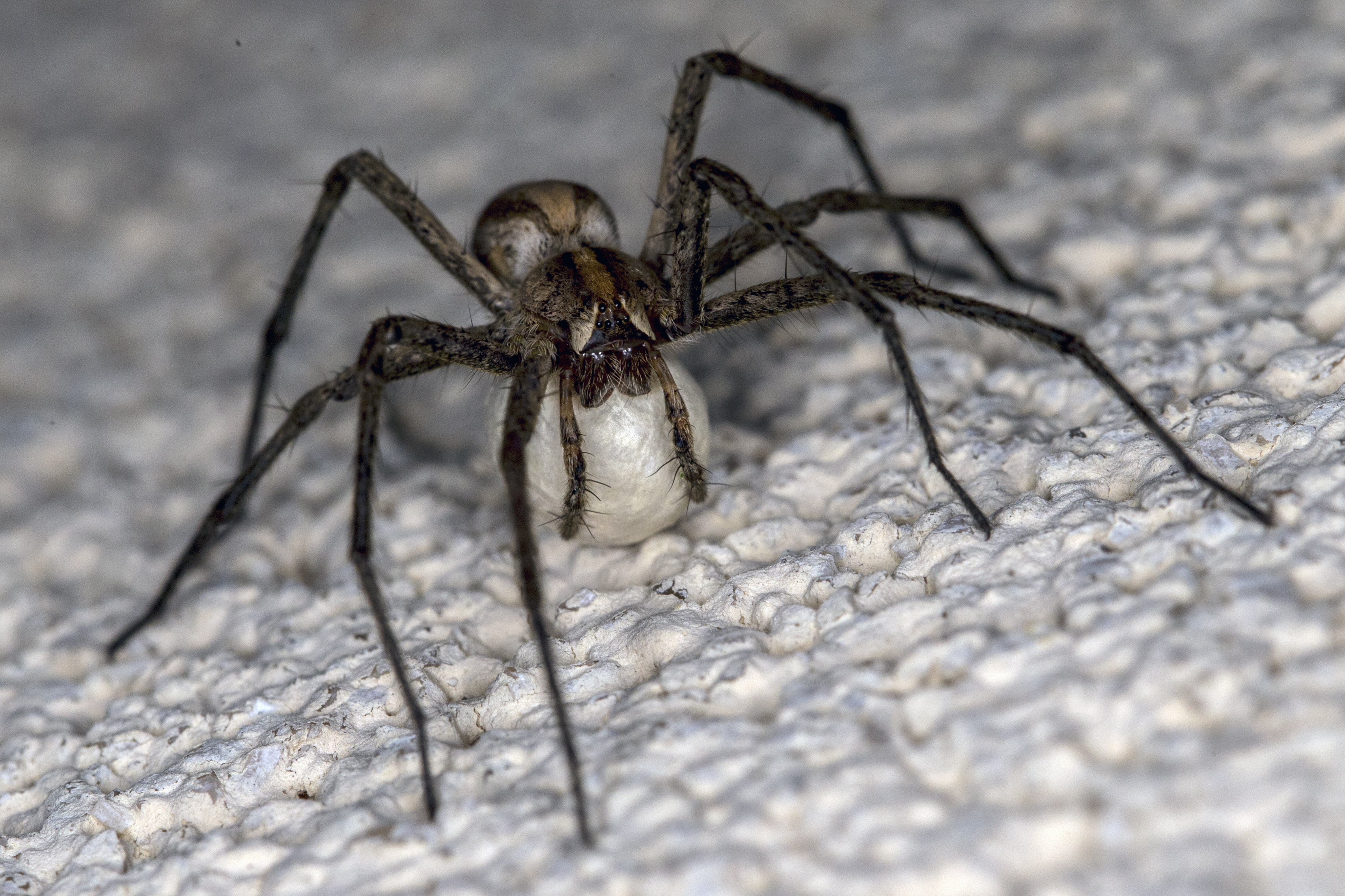
Samice s kokonem
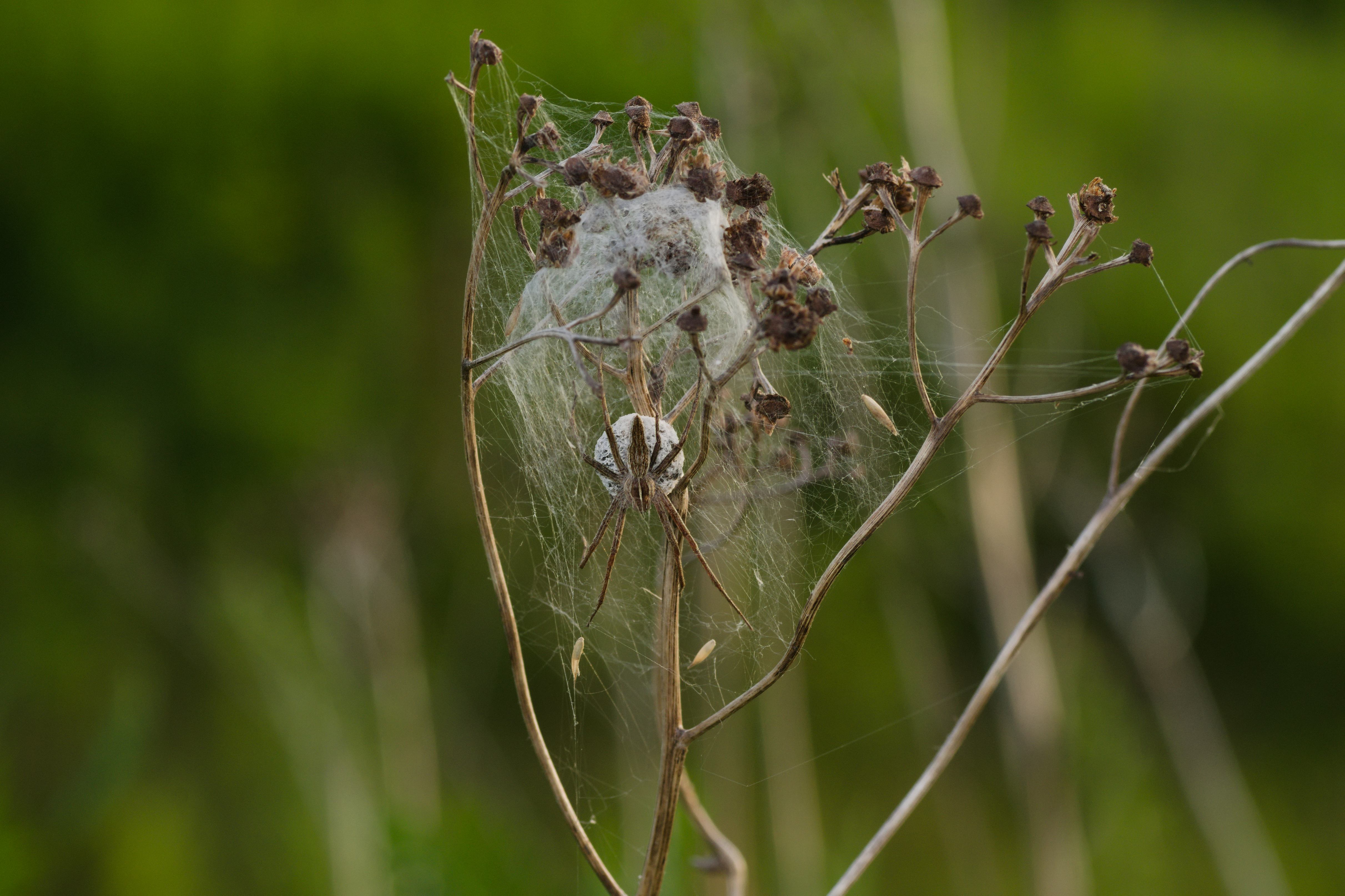
Samice s kokonem v hnízdě
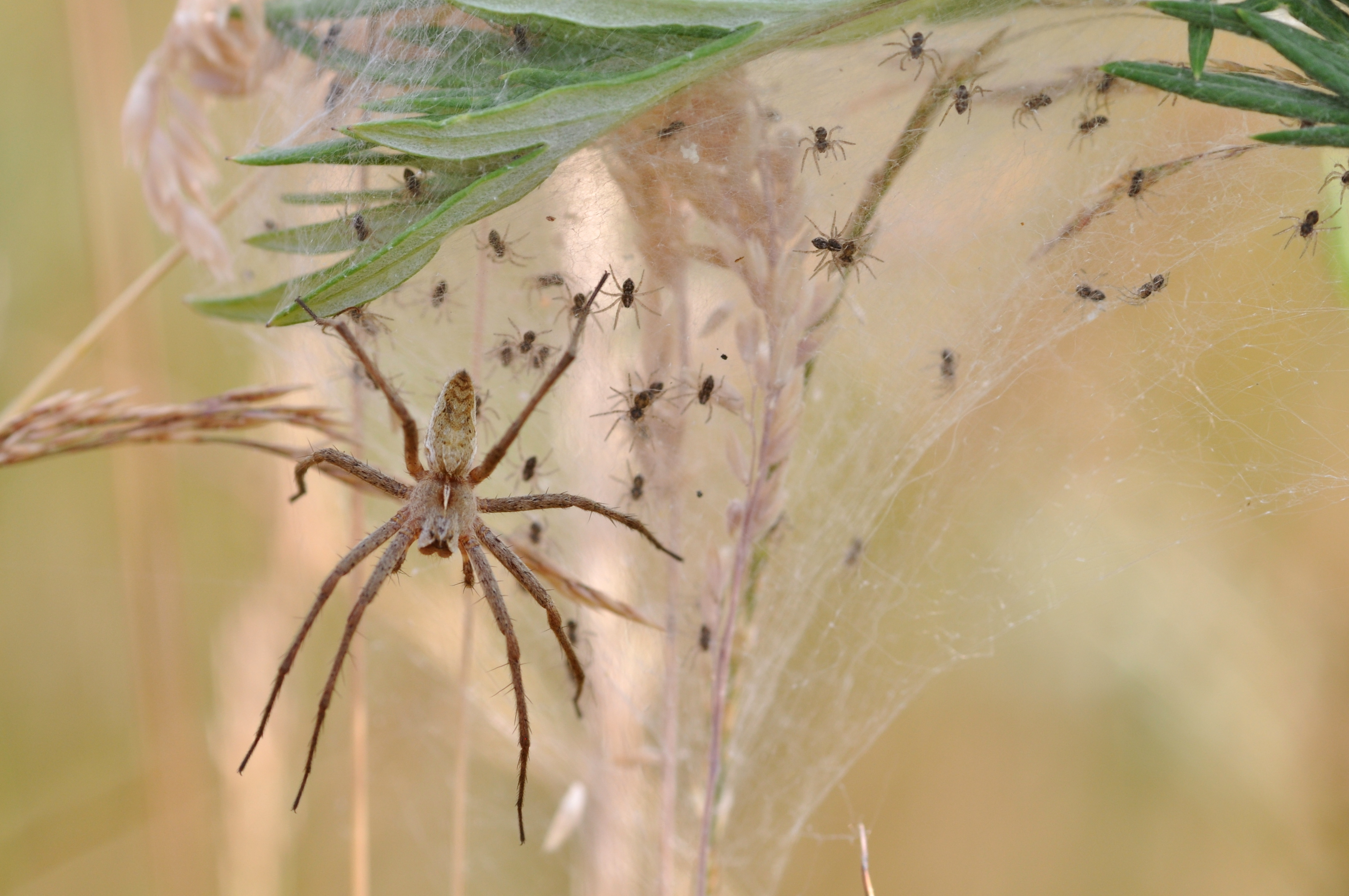
Samice s nymfami prvního instaru. Je vidět, jak je samice vyhublá po dlouhé době, po kterou nepřijímala potravu.
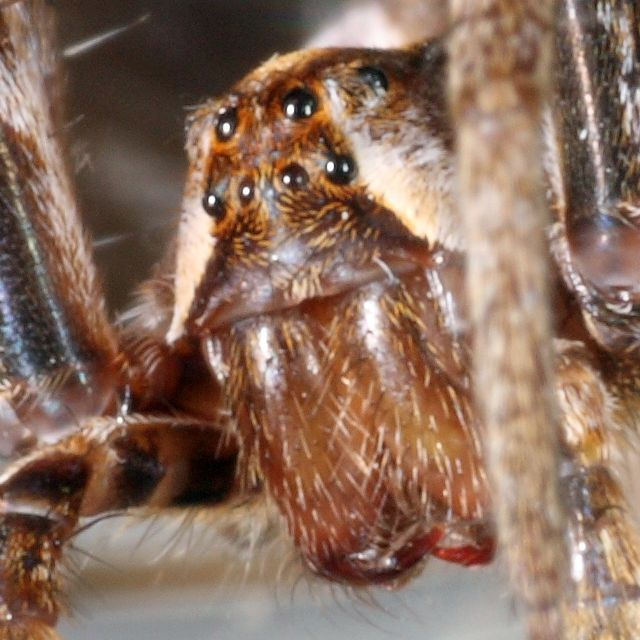
Oční pole a chelicery
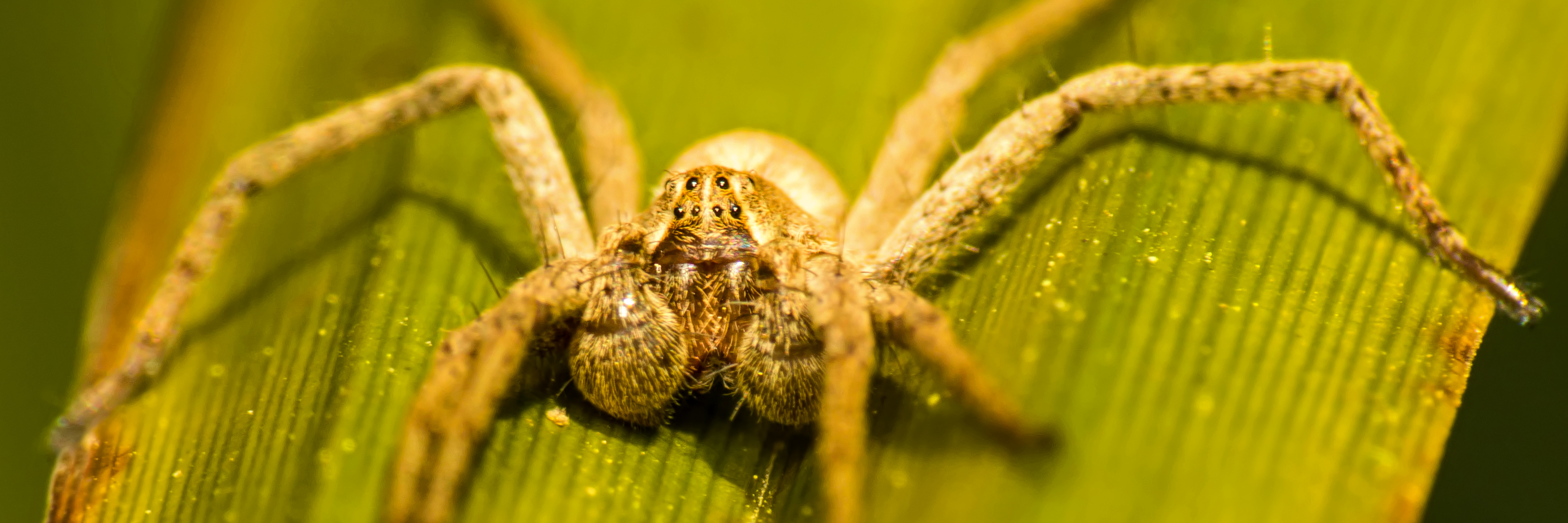
Oční pole a kopulační orgány na koncích makadel samce lovčíka hajního